# 森塞特 (緬因州)
森塞特（英語：Sunset）是位於美國緬因州漢考克縣的一個非建制地區。

## 地理
森塞特所處的海拔為高於海平面30米（即98英呎），而該地所採用的時區為UTC-5，即北美东部時區（EST）。同時該地設有夏令時間，為UTC-5調快一小時，即UTC-4（EDT）。